# Munidopsis scabra
Munidopsis scabra är en kräftdjursart som beskrevs av Faxon 1893. Munidopsis scabra ingår i släktet Munidopsis och familjen trollhumrar. Inga underarter finns listade i Catalogue of Life.